# Onthophagus medvedevi
Onthophagus medvedevi är en skalbaggsart som beskrevs av Kabakov 1982. Onthophagus medvedevi ingår i släktet Onthophagus och familjen bladhorningar. Inga underarter finns listade i Catalogue of Life.